# Litorhina repletus
Litorhina repletus är en tvåvingeart som först beskrevs av Mario Bezzi 1912.  Litorhina repletus ingår i släktet Litorhina och familjen svävflugor.
Artens utbredningsområde är Malawi. Inga underarter finns listade i Catalogue of Life.